# عبد الله نيانغ
عبد الله نيانغ (بالفرنسية: Abdoulaye Niang)‏ هو لاعب كرة قدم سنغالي في مركز الوسط، ولد في 9 يناير 1983 في بيكين ‏ في السنغال. لعب مع نادي باو ونادي فوجيا ونادي كافالا ونادي لوهان كويسو.

## وصلات خارجية
- عبد الله نيانغ على موقع قاعدة بيانات كرة القدم.إي يو (الإنجليزية)
- عبد الله نيانغ على موقع ليكيب (الفرنسية)
- عبد الله نيانغ على موقع Soccerway.com (الإنجليزية)